# Romitorio di Pienza
Il Romitorio di Pienza è un luogo sacro che si trova poco distante dal centro storico della città.
Un'epigrafe trovata incisa in una pietra sepolcrale fa risalire al 1344 la più antica memoria della caverna scavata nella scarpata tufacea. Vi si accede da una ripida scala a metà della quale si trova una piccola cappella dove sulla parete di fondo c'è un rilievo forse del XV secolo raffigurante la Madonna del latte il cui culto, legato al tema della fertilità, risale probabilmente a tempi molto antichi. È composto da una serie di vani con finestre che guardano la Val d'Orcia. Rimangono all'interno tracce di sculture rupestri probabilmente del XIV-XV secolo; riconoscibile è il motivo della sirena bicaudata che si ritrova nella pieve di Corsignano.